# Блинов, Николай Михайлович
Никола́й Миха́йлович Блино́в (род. 26 сентября 1937 года) — советский и российский учёный-социолог и государственный деятель, специалист по социологии труда и социологии молодёжи. Генерал-полковник таможенной службы (17.06.2000). Доктор философских наук (1979), профессор (1980).

## Биография
Окончил философский факультет Московского государственного университета имени М. В. Ломоносова в 1963 году. В 1968 году там же защитил диссертацию на соискание учёной степени кандидата философских наук на тему «Опыт сравнительного изучения социально-психологических характеристик в отношении к труду промышленных рабочих и тружеников села: (На материалах г. Москвы и Московской области)». В 1979 году защитил диссертацию на соискание учёной степени доктора философских наук на тему «Развитие социальных функций труда в условиях зрелого социализма» (специальность 09.00.01 — диалектический и исторический материализм).
С 1970 года — заведующий отделом и заместитель директора Института социологии АН СССР. С 1978 года — заместитель директора Научно-исследовательского центра Высшей комсомольской школы при ЦК ВЛКСМ. С 1984 года — консультант отдела пропаганды ЦК КПСС, профессор Академии общественных наук при ЦК КПСС.
С октября 1991 года — ректор Института Государственного таможенного комитета РСФСР. С ноября 1993 года, после преобразования института в академию — первый начальник Российской таможенной академии, в создании которой принимал активное участие. Освобождён от должности в январе 2002 года. Член Научного совета при Совете Безопасности Российской Федерации (август 1998 — сентябрь 1999).
Основные научные труды в области изучения проблем отношения молодёжи к труду, нравственных ориентаций молодежи, социальной активности молодежи. В докторской диссертации «Социальные функции труда» (1979) рассмотрел фундаментальные вопросы образа жизни, которые составили основу ряда эмпирических исследований по молодежной проблематике. Дал трактовку интеграции молодежи в общество через реализацию её активной жизненной позиции. Постоянный участник международных встреч ученых по проблемам молодежи. Им была создана научная школа, под его руководством были защищены около 30 кандидатских и 9 докторских диссертаций. Также автор публикаций и учебников в области таможенного дела.
После ухода с таможенной службы — ведущий консультант Центра исследования национальной безопасности Российской академии наук. Советник фонда Президентских программ «Кремль». Советник Президента Национальной ассоциации таможенных брокеров (поверенных). По совместительству — научный сотрудник в Центре исследований проблем безопасности Российской академии наук. Преподаватель социологического факультета Московского государственного университета, преподаватель Российской таможенной академии, читает лекции по таможенной политике и экономической безопасности. С декабря 2016 — советник по научно-образовательной работе ФГАУ «Учебно-методический центр» ФАС России.
Государственный советник таможенной службы 3 ранга (29.11.1993).
Награждён орденом Почёта (02.08.1997), медалями.

## Основные работы

### Монографии
- Методологические аспекты применения методов, не связанных с опросом, в социологических исследованиях молодежи. — М., 1975.
- Стандартизация и сопоставление социально-демографических данных в социологических исследованиях молодежи. — М., 1976.
- Трудовая деятельность как основа социалистического образа жизни. — М.: Наука, 1979. — 143 с.
- Методологические проблемы исследования социальной активности молодежи. — М., 1978.
- Развитие социологических исследований активности молодёжных групп. — М., 1981.
- Социальные исследования: построение и сравнение показателей. — М., 1982.
- Ожегов Ю. П., Блинов Н. М., Шереги Ф. Э. Политическая культура и молодежь. — М.: Молодая гвардия, 1982.
- Стабильность брачных отношений молодых людей. — М., 1984.
- Контрпропаганда и молодёжь. — Л. : Лениздат, 1986. — 107 с.
- Твой молодой современник. — М., 1988.
- Блинов, Н. М., Григорьев С. И. Возмущение несправедливостью (80-е годы в жизни советского общества). — М., 1991.
- Таможенная политика России X—XX вв.: Краткий научно-популярный очерк. — М.: Русина; ИПО «Автор», 1997. — 271 с. — ISBN 5-7343-0012-8.
- Блинов Н. М., Крашенинников В. М., Есипов В. М. Финансовое расследование: принципы, методы анализа, практика. — М.: Изд-во Российской таможенной академии, 1997.
- Блинов Н. М., Иванов В. Н., Кухаренко В. Б. От культа таможни к таможенной культуре / Гос. тамож. ком. Рос. Федерации. — М.: Книга и бизнес, 2001. — 227 с. — ISBN 5-212-00896-4.
- Проектирование таможенной политики / Н. М. Блинов и др. — М.: Изд-во Российской таможенной академии, 2001. — ISBN 5-212-00895-6.

### Учебные пособия
- Основы таможенного дела: учебное пособие / Н. М. Блинов и др. — М.: Изд-во Российской таможенной академии, 1995.
- Блинов Н. М., Съедин С. И. «Таможенный менеджмент»: учебное пособие. — М. : Изд-во Российской таможенной академии, 1996.
- Блинов Н. М., Дзюбенко П. В. Введение в таможенное дело. — М. : Изд-во Российской таможенной академии, 1997.

### Брошюры
- О некоторых социальных проблемах развития социалистического труда. — М.: Знание, 1972. — 32 с.
- Труд и молодёжь: (Некоторые морально-этич. проблемы). — М.: Знание, 1975. — 32 с. — (Библиотечка «Молодёжи об этике» / Всесоюз. о-во «Знание», Комис. по пропаганде среди молодежи).
- Труд в условиях НТР. — М.: Знание, 1982. — 64 с. — (Новое в жизни, науке, технике).

### Словари
- Блинов Н. М. «Научно-технический прогресс». Словарь (в соавторстве). — М., 1987.
- Блинов Н. М., Шилова Г. Ф. История и право: Краткий тематический словарь : Учебное пособие / Моск. гос. ин-т радиотехники, электрон. и автоматики (техн. ун-т). — М.: МИРЭА, 1994. — 47 с. — ISBN 5-230-12153-X.

### Статьи
- Блинов, М. Н., Титма, М. Х. Нравственные ориентации советской молодежи // Социологические исследования. — 1985. — № 1. — С. 9—17.